# Старобжегокай
Старобжегокай (рос. Старобжегокай, адиг. Бжыхьэкъоежъ, до 1864 — Алеуар, 1864–1991 — Старо-Бжегокай) — аул у республіці Адигеї, піпорядкований Старобжегокайському сільському поселенню Тахтамукайського району.

## Географія
Аул розташований на березі річки Кубані, за 4 км на захід нижче за течією річки селища Яблоновський. На протилежному боці річки розташований мікрорайон Ювілейний міста Краснодара.
На території Старобжегокайського сільського поселення розташовано кілька озер.

## Історія
Аул заснований у 1826 році.

## Населення
Населення аулу за останні роки:
- 2002 — 1491[3];
- 2010 — 1993[4]:
- 2013 — 2104.